# Nils Hjelm (militär)
Nils Hjelm, född omkring 1667 i Åbogens by i Virestads socken, död 28 december 1726 i Stockholm, var en svensk militär.
Nils Hjelm var son till arrendatorn Ture Nilsson och Pernilla Månsdotter. Han blev volontär vid livgardet 1687, fältväbel vid Gustaf Lewenhaupts regemente i Nederländerna 1688, fänrik där och erhöll avsked 1695. År 1700 blev Nils Hjelm livdrabant, korpral vid livdrabantkåren 1701, generaladjutant av kavalleriet 1703 och var överste och chef för före detta Magnus Stenbocks värvade dragonregemente 1706–1709. Hjelm adlades 1706 och men tog introduktion på riddarhuset först 1723. Han blev krigsfånge vid kapitulationen vid Perevolotjna och hemkom därifrån i maj 1722. Efter sin återkomst erhöll han 1722 generalmajors karaktär och blev överstelöjtnant vid Västmanlands regemente. Han avled barnlös och slöt själv sin adliga ätt. Hjelm begravdes 5 januari 1727 i Maria kyrka. Han instiftade ett stipendium vid Uppsala universitet och gav flera gåvor till Virestads kyrka.